# PKP-Baureihe EW60
Die Baureihe EW60 sind dreiteilige elektrische Triebzüge der Polnischen Staatsbahnen (PKP). Die Triebzüge entstanden als Weiterentwicklung der PKP-Baureihe EW58. Sie waren für die Modernisierung des Nahverkehrs im Bereich der Dreistadt um Gdansk vorgesehen.
Hier wurden die Fahrzeuge bis zur ersten Hauptuntersuchung eingesetzt. Danach wurden sie ab 2007 von der regionalen Gesellschaft Koleje Mazowieckie in der Woiwodschaft Masowien verwendet.

## Geschichte
Als Nachfolge der EW58 war bereits Anfang der 1980er Jahre geplant, ab 1983 die ersten Fahrzeuge der Reihe EW60 zu fertigen. Wirtschaftliche Schwierigkeiten Polens verzögerten jedoch die Entwicklung und Fertigung der Fahrzeuge. Bereits im EW58-018 war 1984 eine Thyristorsteuerung erprobt worden, die nach ausgiebigen Test jedoch nicht angewendet wurde. 1988 wurden bei Pafawag zwei Fahrzeuge der Reihe EW60 gefertigt, die mit herkömmlicher Fahrzeugsteuerung im Jahr 1990 in den Testbetrieb gingen. Gleichzeitig mit diesen beiden Prototypen wurden auch die modernisierte Fahrzeuge EN57 gebaut.
Ende 1993 wurde mit den beiden Fahrzeugen vom Bahnbetriebswerk Gdynia Cisowa Elektrowozownia aus der Probebetrieb aufgenommen. Der Fahrgastbetrieb dauerte bis 2000, dann wurden sie wegen Fälligkeit der Hauptuntersuchung stillgelegt und als Ersatzteilspender verwendet. Viele Teile konnten für die Reparatur der Fahrzeuge EW 58 verwendet werden.
Später wurde eine Modernisierung der Fahrzeuge beschlossen und die beiden Triebwagen an die regionalen Gesellschaft Koleje Mazowieckie abgegeben. Dort wurden bis 2007 Umbaumaßnahmen durchgeführt. Danach zeigte sich, dass die beiden Triebwagen auf Grund ihrer Fußbodenhöhe nicht auf Strecken mit niedrigen Bahnsteigen eingesetzt werden können. Im Jahr 2013 wurde eine erneute Modernisierung bei Pesa in Bydgoszcz geplant, bei der unter anderem eine Umrüstung auf Drehstrom-Leistungsübertragung erfolgen sollte.

## Technische Beschreibung
Die Triebzüge erhielten die neue Fahrzeugfront aus den 1990er Jahren, die auch die modernisierten EN57 erhalten haben. Sie haben pro Einzelwagen vier Seitentüren, auf die gesickten Seitenwände wurde verzichtet. Die Fußbodenhöhe wurde belassen und die Fahrzeugsteuerung erfolgte anfangs mit Gleichspannung.
Bei der ersten Modernisierung bei ZNTK Poznań erhielten die Fahrzeuge eine neue Steuerung, eine neue Bremsanlage, eine verbesserte Kühlung der Fahrmotoren, Fahrradständer, einen Rollstuhlplatz mit Rampe und ein geschlossenes Toilettensystem. Die Führerstände wurden mit Klimaanlage ausgestattet, die Kunststoffsitze wurden durch grüne Stoffsitze ersetzt.
2013 bis 2014 wurde die zweite Modernisierung bei Pesa und ZNTK durchgeführt, bei der die Fahrzeuge eine Drehstrom-Ausrüstung erhielten. Die Geschwindigkeit wurde auf 120 km/h erhöht und die Beschleunigung konnte auf 1,1 m/s² verbessert werden. Die Heizungsanlage des Fahrgastraumes wurden von dem Dach auf die Fahrgestelle des laufachslosen Wagens verlegt und eine Mikroprozessorsteuerung eingefügt. Die Fahrgasttüren erhielten Kipptritte zur Einstiegshilfe bei niedrigen Bahnsteighöhen und der Führerstand eine neue Einstiegstür. Innen wurden zusätzlich vertikale Griffe installiert.